# Île Némi
L’île Némi ou Nemou est un îlot de Nouvelle-Calédonie appartenant administrativement à Thio.

## Histoire
Des mines de cuivre y sont découvertes en octobre 1884. 